# Stella Artois
La Stella Artois è una birra chiara (valore alcolico 5,2%) prodotta a Lovanio, in Belgio, dall'azienda InBev.
Si tratta di una birra destinata principalmente all'esportazione. È molto diffusa soprattutto in Belgio, Francia, Gran Bretagna e in Australia. In Belgio, lo slogan della Stella Artois è Mijn thuis is waar mijn Stella staat e in francese Chez moi, c'est près de ma Stella (La mia casa è dov'è la mia Stella).

## Fondazione e origine del nome
La scritta sul logo della birra stessa (Anno 1366) si riferisce alla più antica birreria della città, esistente dal 1366 con il nome Den Hoorn (ovvero "il corno"), come riportano anche alcuni documenti relativi alle birrerie di Lovanio. Il nome Artois fu però dato alla birreria solo nel 1708, quando Sebastian Artois (dopo aver acquistato la birreria Den Hoorn nel 1706) ricevette il titolo di mastro birraio. Il nome Stella, invece, ha un’origine più recente. Di lei iniziamo a parlare nel Natale del 1926, quando un lotto speciale di birra fu donato agli abitanti di Lovanio. In onore di quella data, ad ognuna delle bottiglie venne dato il nome “Stella”. E da allora, e per sempre, quel nome è rimasto: Stella Artois.

## Sponsorizzazioni
La Stella ha avuto a lungo rapporti con il mondo del cinema e dal 1994 ha sponsorizzato una grande quantità di eventi nel Regno Unito come ad esempio la sponsorizzazione dei film e del sito internet dell'inglese Channel 4. La Stella Artois è stata uno degli sponsor principali dei festival di cinema di Cannes e Sundance. In una scena del film Single ma non troppo la protagonista, interpretata da Dakota Johnson, beve una Stella Artois.